# Anthony Ritchie
Pour les articles homonymes, voir Ritchie.
Anthony Ritchie, né en 1960, est l'un des plus prolifiques compositeurs de Nouvelle-Zélande. Il est l'auteur de plus de 200 pièces dont cinq symphonies, six opéras, douze concertos, des œuvres chorales, de la musique de chambre et des compositions pour instruments.
Anthony Ritchie est le fils du compositeur John Ritchie, professeur de composition musicale et d'orchestration. Anthony Ritchie obtient un Ph.D. sur la musique de Béla Bartók en 1987 après avoir étudié aux archives Bartók à Budapest. Il étudie la composition auprès d'Attila Bozay à l'Académie Liszt et achève son Mus.B (avec honneurs) à l'université de Canterbury. À son retour en Nouvelle-Zélande, il occupe successivement les postes de Composer-in-Schools à Christchurch, Mozart Fellow à l'université d'Otago et compositeur en résidence à la Dunedin Sinfonia où il compose sa symphonie no 1. Compositeur indépendant depuis 1994, il a écrit pour un grand nombre d'interprètes dont l'Orchestre symphonique de Nouvelle-Zélande, l'Orchestre philharmonique d'Auckland, Michael Houstoun (en) et Wilma Smith (en). En plus d'avoir composé une grande variété d'œuvres vocales et instrumentales, il a également écrit de la musique pour le théâtre et la danse. Beaucoup de ses œuvres ont été interprétées à l'étranger et un nombre croissant est en cours d'enregistrement et publié dans le commerce.

## Œuvres (sélection)
- 1982 : Concertino pour piano et cordes
- 1982 : Concerto pour piano
- 1993 : Symphonie no 1, Boum
- 1993 : Concerto pour flûte
- 1994-95 : Concerto pour alto
- 1996 : Concerto pour saxophone soprano; révisé en 2002 en sonate pour hautbois
- 1997 : Concerto pour guitare
- 1989 : Double concerto pour basse, clarinette et violoncelle
- 1999 : Symphonie no 2, The Widening Gyre
- 2003 : Quartet, opéra
- 2004 : The God Boy, opéra
- 2005 : Clouds, trombone solo
- 2010 : Symphonie no 3
- 2013 : Symphonie no 4
- 2018 : Symphonie no 5